# Elba (Mälaren)
Elba är en ö i Västeråsfjärden i Mälaren. Den ingår i naturreservatet Hästholmarna och ligger i Västerås kommun, cirka 2 kilometer nordväst om  Norra Björnön och ungefär lika långt från Västerås hamn.

## Fotogalleri

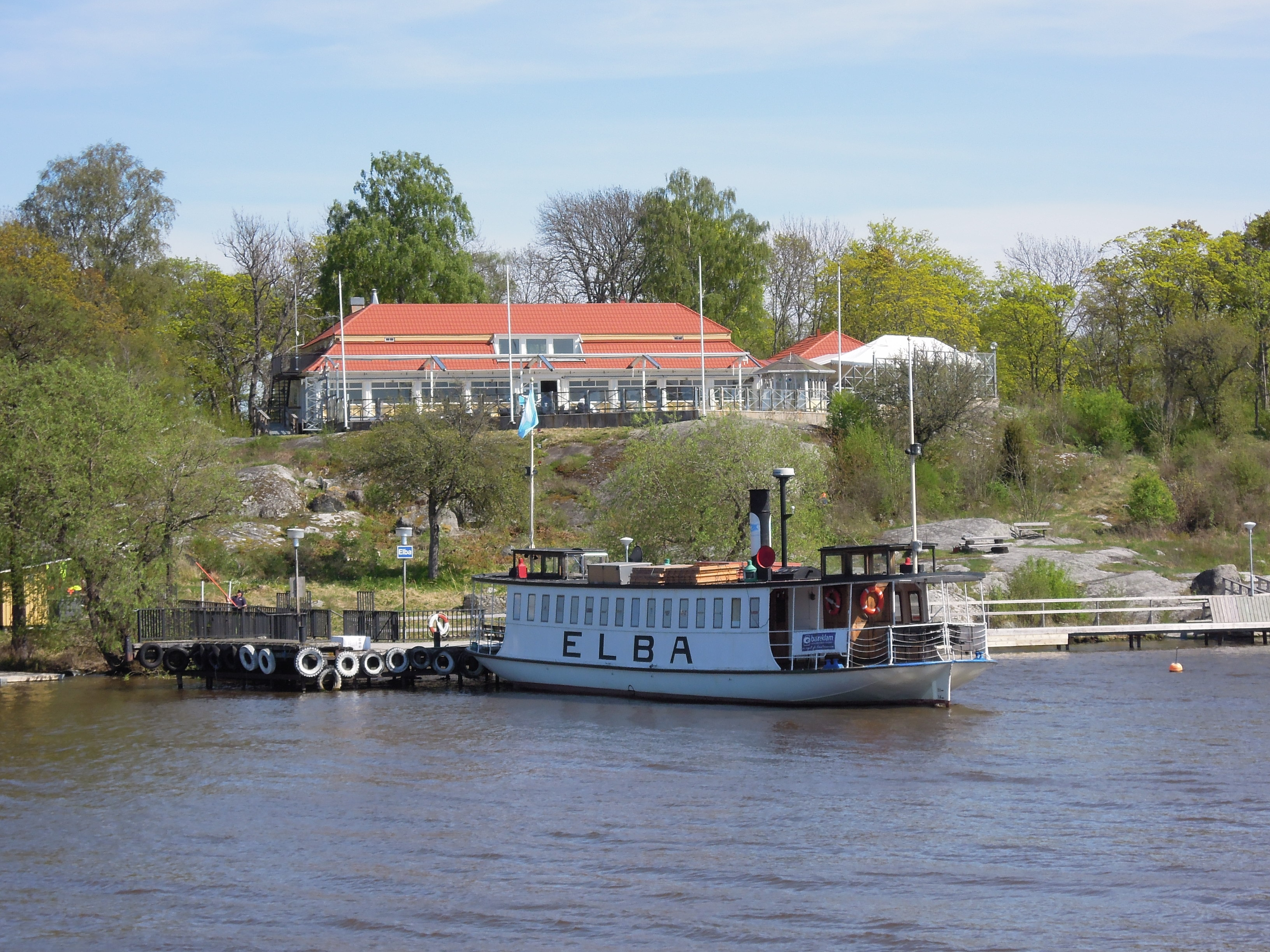
Ön Elba i Mälaren utanför Västerås med sommarrestaurangen och färjan M/S Elba, byggd 1897
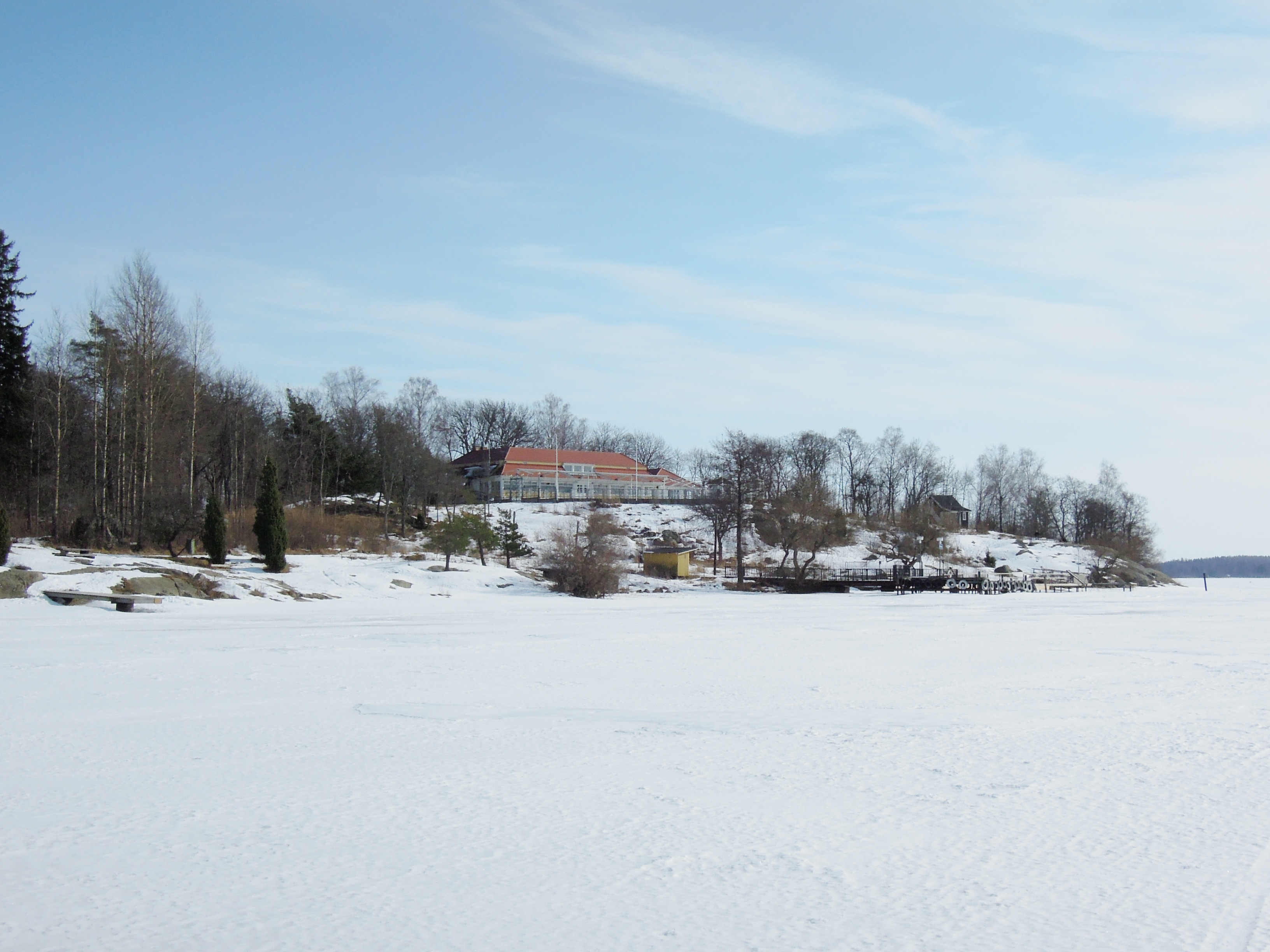
Ön Elba i Mälaren utanför Västerås med sommarrestaurangen, sett från norr, vintertid
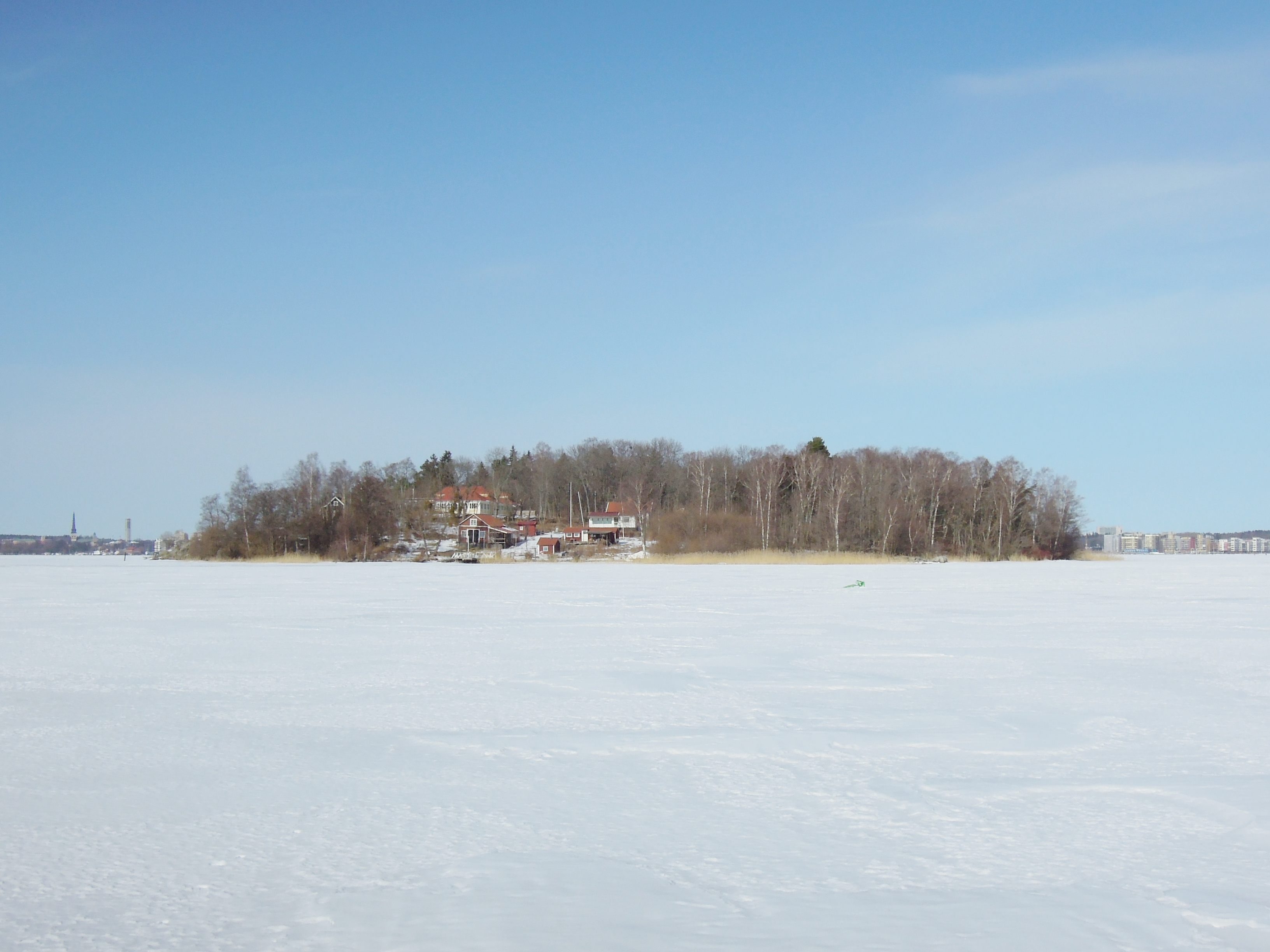
Ön Elba i Mälaren sett från söder med Västerås i bakgrunden, vintertid